# Friedrich Braun
Friedrich Wilhelm Braun, detto Fritz (Rio de Janeiro, 18 luglio 1941 – Rio Claro, 2 febbraio 2025), è stato un cestista brasiliano.

## Carriera
Con il Brasile disputò i Campionati mondiali del 1963 e i Giochi olimpici di Tokyo 1964.